# День Державного прапора Російської Федерації

Прапор Російської Федерації

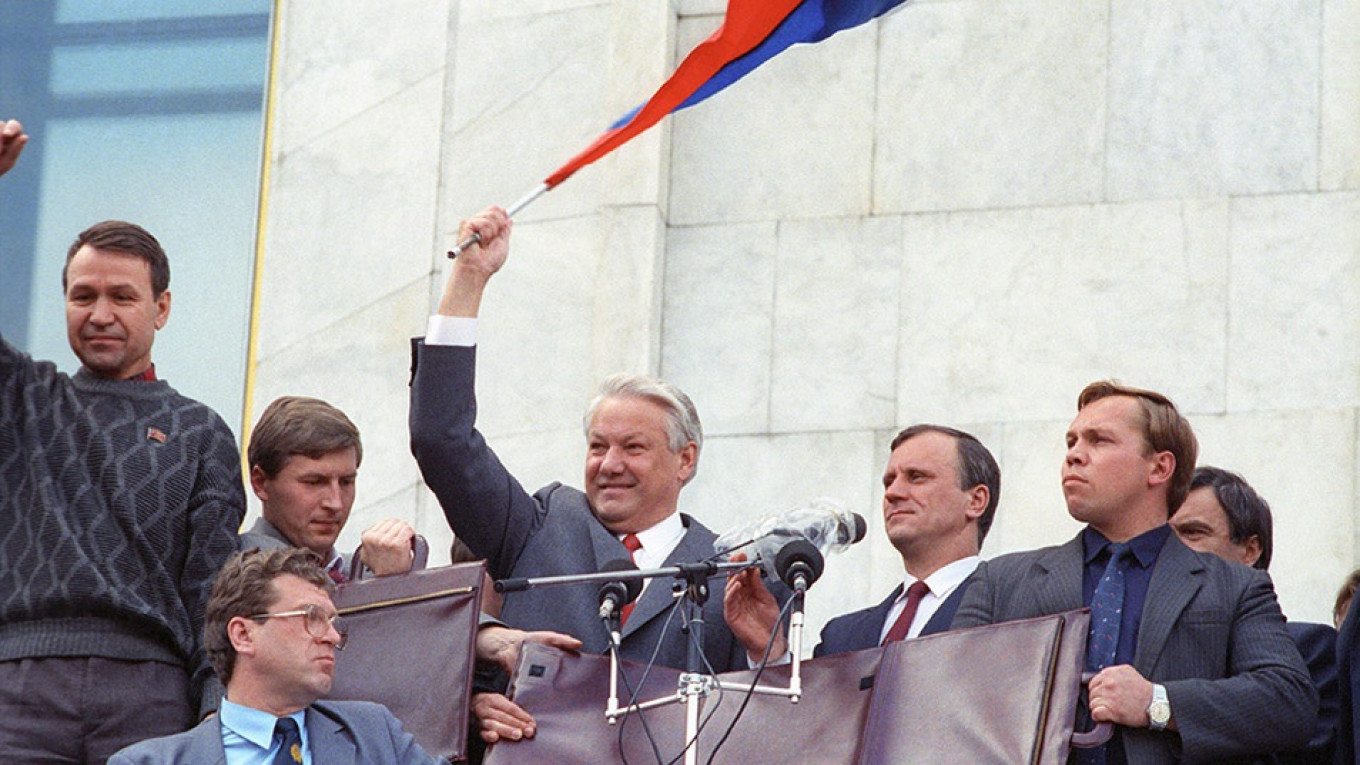
Борис Єльцин 22 серпня 1991 року

День Державного прапора Російської Федерації — один із офіційно встановлених свят Росії; встановлено 1994 року указом Президента Російської Федерації і відзначається 22 серпня, не є вихідним днем.
Присвячене відродженому прапору Росії — «державному триколору».
Дата свята пов'язана з подіями Серпневого путчу, коли 22 серпня 1991 року під час траурного мітингу за загиблими маніфестанти винесли величезне біло-синьо-червоне полотнище, а Президент РРФСР Борис Єльцин оголосив про встановлення нового державного прапора Росії.

## Святкування Дня прапора
Заходи з відзначення в 2007–2008 роках мали двояке підґрунтя: до осені 2008 року в Росії не було дозволено вільне використання державної символіки.

## 2007

### Санкт-Петербург
У 2007 році вперше широко відзначено День Державного Прапора Росії.
Пройшли такі святкові заходи:
- Полудьонний постріл з Наришкіна бастіону  Петропавлівської фортеці, який здійснили петербуржці різних поколінь.
- Вперше в історії фортеці на бастіоні урочисто піднятий державний триколор.
- Всі учасники свята отримали стрічки, краватки, прапорці з державною символікою Росії.

### Москва
У Москві при святкуванні Дня Прапора на гребному каналі був піднятий найбільший триколор — 380 м² і вагою 25 кг.

### Сочі
Вище за всіх у Росії піднято триколор вагою 75 кг і площею 70 м².

## 2008

### Ульяновськ
Відбулася урочиста хода від монумента 30-річчя перемоги до площі 100-річчя з дня народження Леніна. Головний фігурант ходи — 30-метровий триколор. Крім того, в ході брали активісти різних політичних партій.

## 2009

### Новосибірськ
Відбулося урочисте створення триколора з людей у кепках та футболках, на головній площі Леніна 22 серпня 2009 року.